# El señor fotógrafo
El señor fotógrafo és una pel·lícula de comèdia mexicana de 1953 dirigida per Miguel M. Delgado i protagonitzada per Cantinflas, Rosita Arenas, Rebeca Iturbide i Ángel Garasa. Està doblada al català.

## Argument
Cantinflas és l'assistent de l'estudi fotogràfic de Don Ole, de qui se separa per a treballar per compte propi de manera ambulant. Sense voler, es veu involucrat accidentalment en un complot internacional.

## Repartiment
- Cantinflas com Cantinflas
- Rosita Arenas com Consuelo "Chelito"
- Rebeca Iturbide com Diana Alvírez
- Ángel Garasa com Raúl Penagos
- Fernando Wagner com el cap dels bandits
- Julio Villarreal com Roberto Alvírez
- Wolf Ruvinskis com Lepka